# Cyanea stictophylla
Cyanea stictophylla är en klockväxtart som beskrevs av Joseph Rock. Cyanea stictophylla ingår i släktet Cyanea, och familjen klockväxter. Inga underarter finns listade i Catalogue of Life.